# Kamaiya
Kamaiya bezeichnet ein traditionelles System der Schuldknechtschaft in Nepal; die von diesem System Betroffenen werden ebenfalls Kamaiya oder Kamaiyas genannt.

## Geschichte
Unterschiedliche Formen von Zwangsarbeit gab es in Nepal seit dem 17. Jahrhundert. Traditionell konnten Menschen ohne Land oder Arbeit von Grundbesitzern Kredite erhalten, die es ihnen ermöglichten, ihren Lebensunterhalt zu sichern. Im Gegenzug mussten sie praktisch als Leibeigene auf dem Land des Grundbesitzers leben und arbeiten. Da die Grundbesitzer Wucherzinsen verlangten, wurden ganze Familien über Jahre und Generationen hinweg zur Arbeit gezwungen. Sie waren den Grundbesitzern durch die Schuldenlast verpflichtet und hatten aufgrund ihrer gesellschaftlichen Stellung keine andere Wahl, als die Schulden mit ihrer Arbeitskraft zu tilgen. Im Anschluss an die Ausrottung der Malaria in der Terai-Region in den 1950–60er Jahren setzte ein massiver Zustrom von Siedlern ein, die die seit Jahrhunderten ansässige Volksgruppe der Tharu ins Abseits drängten. Sie nahmen Land in Anspruch und registrierten es unter ihrem Namen, das traditionell den Tharus gehörte. Die Tharus hatten keine Nachweise über Eigentumsrechte an Land, das sie bewirtschafteten, und waren gezwungen, ihren Lebensunterhalt als Landarbeiter zu verdienen. Das unter Tharus übliche Brauchtum, sich Helfer für die Feldarbeit zu verschaffen, wurde allmählich durch das System der Zwangsarbeit Kamaiya abgelöst, das im Jargon der Tharu so viel bedeutet wie hart arbeitende angeheuerte Landarbeiter. Das Kamaiya-System betraf insbesondere Angehörige der Volksgruppe der Tharu im Westen Nepals sowie Dalit („Unberührbare“) im ganzen Land.

## Kamalari
Kamalari oder Kamlari (zu deutsch hart arbeitende Frau) bezeichnet eine moderne Form dieses Systems. Kamalaris sind typischerweise junge Frauen aus dem Volk der Tharu, die im Kindesalter von ihren Familien aus wirtschaftlicher Not verkauft werden und bei reichen Familien unter rechtlosen Bedingungen im Haushalt arbeiten.

## Abschaffung
Nach zunehmenden Protesten erklärte die nepalesische Regierung am 17. Juli 2000 das Kamaiya-System für abgeschafft, alle Kamaiya für frei und deren Schulden für annulliert. Die Abschaffung wurde im Februar 2002 durch den Kamaiya Labour (Prohibition) Act bekräftigt. Etwa 18.400 Familien (70.000 bis 100.000 Personen) wurden als Kamaiya identifiziert und befreit.
Um die Armut der Betroffenen – als Hauptursache des Systems – zu bekämpfen, wurde den befreiten Kamaiya Rehabilitation und insbesondere Land zur Sicherung ihrer Lebensgrundlagen in Aussicht gestellt. Während die Befreiung der Kamaiya aus der Schuldknechtschaft weitgehend durchgesetzt ist, kommt allerdings die Umsetzung dieser Unterstützungsmaßnahmen nur langsam voran. Viele Kamaiya wurden von ihren Grundbesitzern in die Armut entlassen, ohne irgendwelche Unterstützung zu erhalten. Anderen wurde zwar Land zugewiesen, welches sich jedoch als nicht landwirtschaftlich nutzbar herausstellte.
2013 wurde auch die Praxis des Kamalari-Systems in Nepal offiziell verboten.
Menschenrechtsorganisationen wie Anti-Slavery International gehen ferner davon aus, dass noch Tausende in Kamaiya-Schuldknechtschaft verbleiben.

## Film
Der deutsche Dokumentarfilm Urmila – für die Freiheit aus dem Jahr 2016 handelt vom Kampf der Menschenrechtsaktivistin Urmila Chaudhary gegen das Kamalari-System.